# Hans von Arnim (General, 1846)

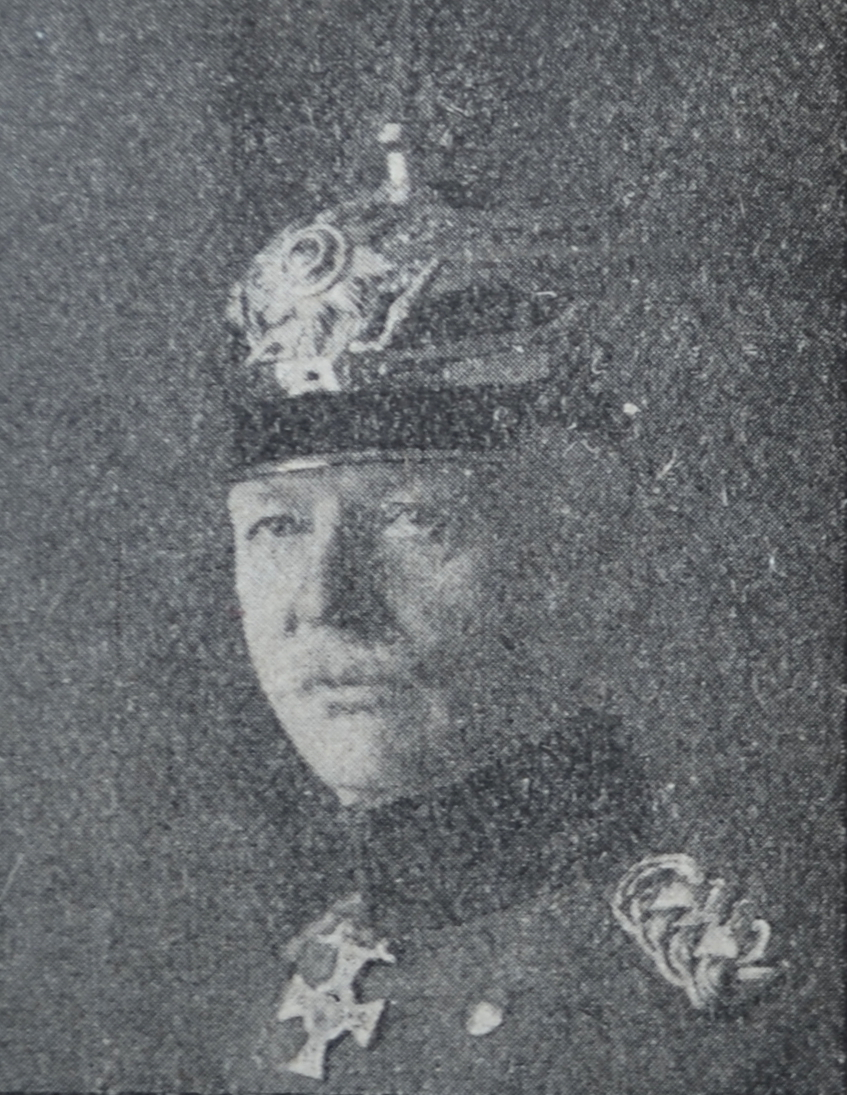
Hans von Arnim, 1911

Ferdinand Gustav Hans von Arnim (* 21. Dezember 1846 in Potsdam; † 3. Februar 1922 in Baden-Baden) war ein preußischer General der Infanterie. 

## Leben
Er entstammte dem märkischen Adelsgeschlecht von Arnim. Arnim heiratete am 8. Oktober 1878 in Truttenhausen Elisabeth Freiin von Türckheim (* 30. Mai 1858 in Niederbronn; † 3. Juni 1958 in Baden-Baden), die Tochter des Rudolf Freiherr von Türckheim und der Jenny Bohn. Beider Sohn war der Wirtschafts- und Sozialwissenschaftler und SA-Gruppenführer und spätere Oberst z.V. Achim von Arnim.
Nach Erziehung in der Hauptkadettenanstalt wurde Arnim am 18. April 1865 als Portepeefähnrich dem 1. Garde-Regiment zu Fuß der Preußischen Armee überwiesen. Dort folgte am 11. November 1865 seine Beförderung zum Sekondeleutnant und als solcher nahm er 1866 während des Krieges gegen Österreich an den Kämpfen bei Soor und Königinhof teil. In der Schlacht bei Königgrätz wurde Arnim leicht verwundet und mit dem Kronenorden IV. Klasse mit Schwertern ausgezeichnet.
Während des Krieges gegen Frankreich war Arnim 1870/71 Adjutant des Ersatz-Bataillons, nahm jedoch nicht aktiv an Kampfhandlungen teil. Nach Kriegsende stieg er am 11. Mai 1872 zum Premierleutnant auf und wurde in das 1. Badische Leib-Grenadier-Regiment Nr. 109 nach Karlsruhe versetzt. Dort avancierte Arnim am 14. Dezember 1878 zum Hauptmann und Kompaniechef. Im Jahr 1884 wurde er zum Adjutanten der 30. Division in Metz ernannt und avancierte 1893 zum diensttuenden Flügeladjutanten des Kaisers Wilhelm II. Gleichzeitig wurde er zum Oberstleutnant befördert. 1896 wurde er Oberst und Abteilungschef im Militärkabinett, 1898 Inspekteur der Jäger und Schützen.
1901 wurde er zum Generalleutnant befördert. Seit 1902 befehligte er die 2. Garde-Division. Von 1906 bis 2. März 1910 war Arnim Militärgouverneur der  Festung Metz. Seit 16. Oktober 1906 hatte er den Dienstgrad als General der Infanterie.
Politisch betätigte sich Arnim als vom Kaiser ernanntes Mitglied der Ersten Kammer des Landtags von Elsaß-Lothringen.